# لو پور، رئونیون
شهر لو پور، رئونیون (به فرانسوی: Le Port, Réunion) در شهرستان رئونیون در ناحیه رئونیون با جمعیت ۳۸٬۱۴۸ نفر در کشور فرانسه واقع شده‌است